# Try (пісня Неллі Фуртадо)
«Try» (укр. «Спробуй») — другий сингл канадсько-португальської співачки Неллі Фуртаду з альбому «Folklore». Випущений 15 березня 2004 року лейблом DreamWorks.

## Відеокліп
Фуртаду зображена з актором, який грає її чоловіка. Співачка одягнена в традиційну португальську сукню. У кліпі зображені труднощі, через які їм треба пройти, щоб бути разом.

## Списки композицій
Британський CD-сингл
1. «Try» (Radio Edit)
2. «I'm Like A Bird» (Acoustic Live On New Ground)
3. «Powerless (Say What You Want)» (Video)

Australian CD-сингл
1. «Try» (Radio Edit)
2. «I'm Like A Bird» (Acoustic Live On New Ground)
3. «Try» (Acoustic Version)
4. «Try» (Album Version)
5. «Try» (Video)

## Ремікси
- «Try» (Gabriel & Dresden Remix) (8:01)
- «Try» (Gabriel & Dresden Dub)
- «Try» (Tony Moran Mix) (8:01)
- «Try» (Unknown Remix)
- «Try» (Kronos Quartet Remix)
- «Try» (Sweetwesty Remix) (4:39)
- «Try» (Radio Edit) (3:49)
- «Try» (Video Edit) (4:09)
- «Try» (Radio Version) (3:46)
- «Try» (Acoustic Version) (4:35)
- «Try» (Instrumental Version) (4:13)
- «Try» (Karaoke Version)
- «Try» (Dreamin Cover)
- «Dar» (Spanish Version)